# Phyllomedusa vaillantii
Phyllomedusa vaillantii là một loài ếch thuộc họ Nhái bén.
Loài này có ở Bolivia, Brasil, Colombia, Ecuador, Guyane thuộc Pháp, Guyana, Peru, Suriname, và Venezuela.
Môi trường sống tự nhiên của chúng là rừng ẩm vùng đất thấp nhiệt đới hoặc cận nhiệt đới, đầm lầy nhiệt đới hoặc cận nhiệt đới, sông ngòi, và đầm nước ngọt.
Chúng hiện đang bị đe dọa vì mất môi trường sống.

## Hình ảnh

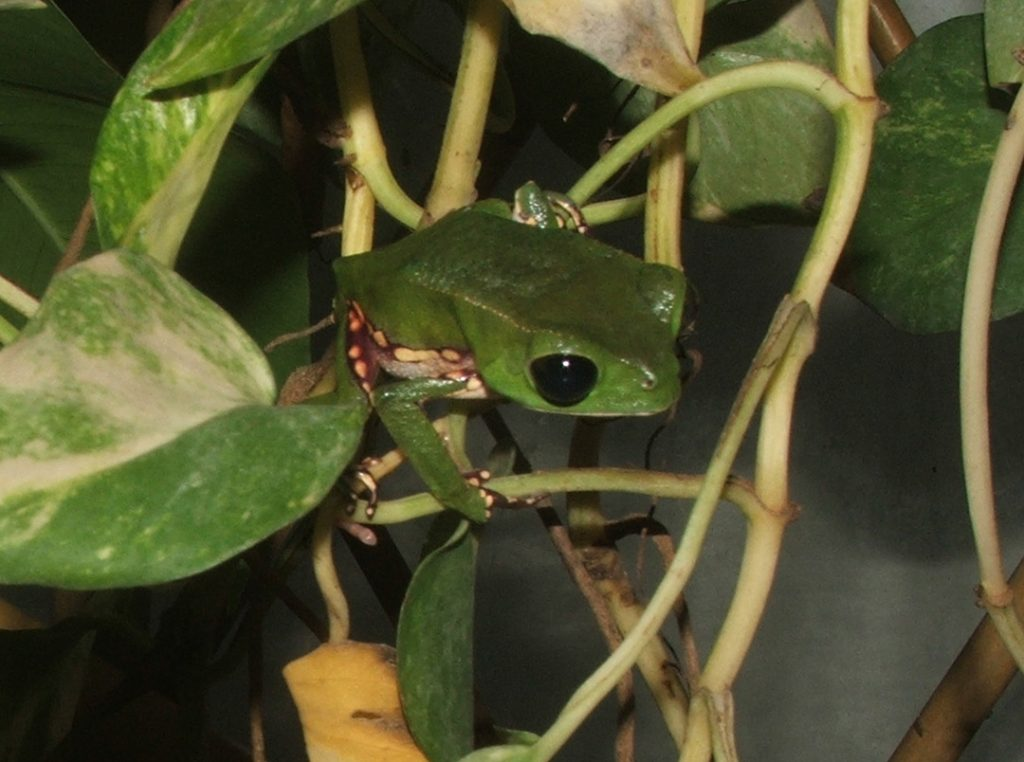
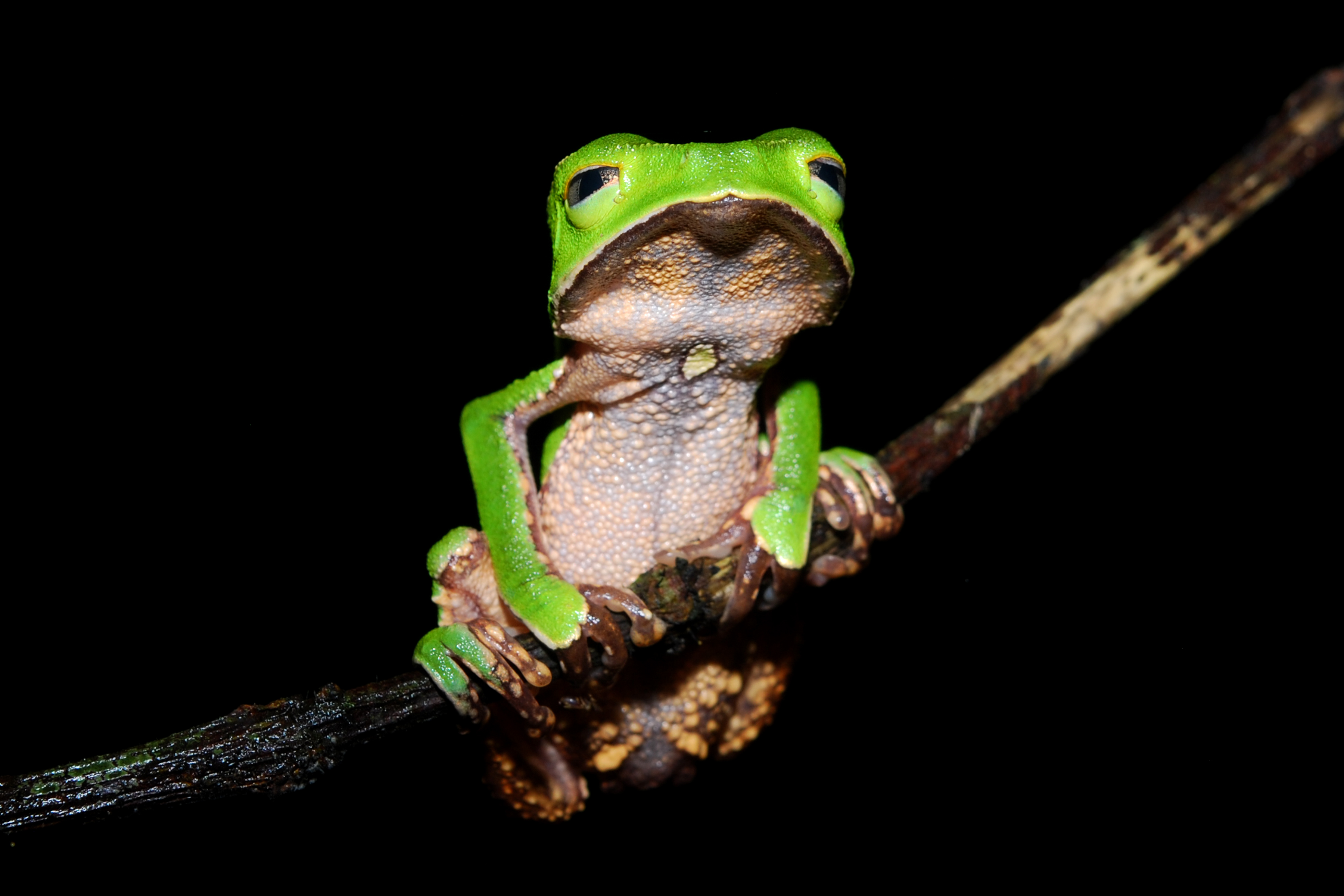
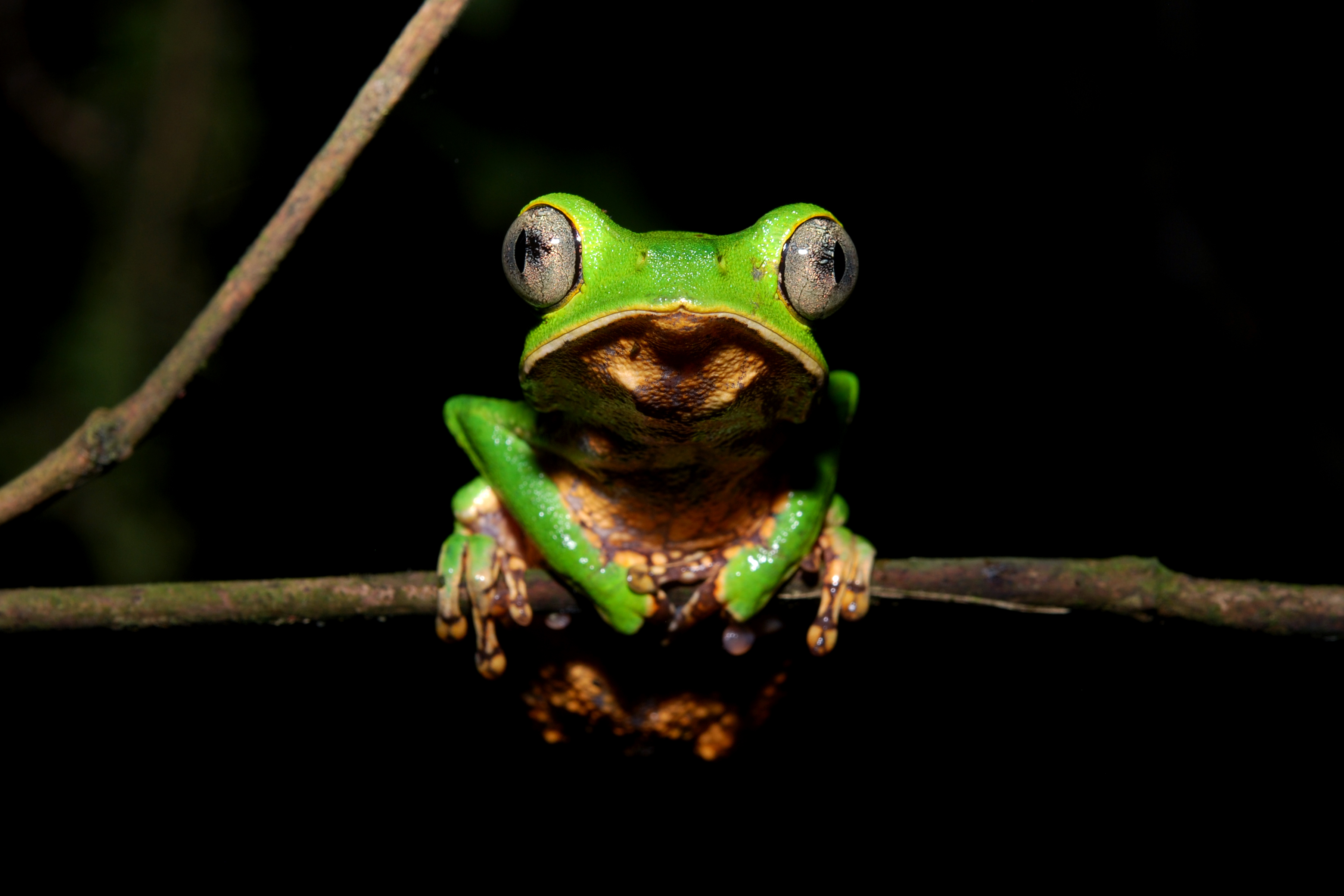
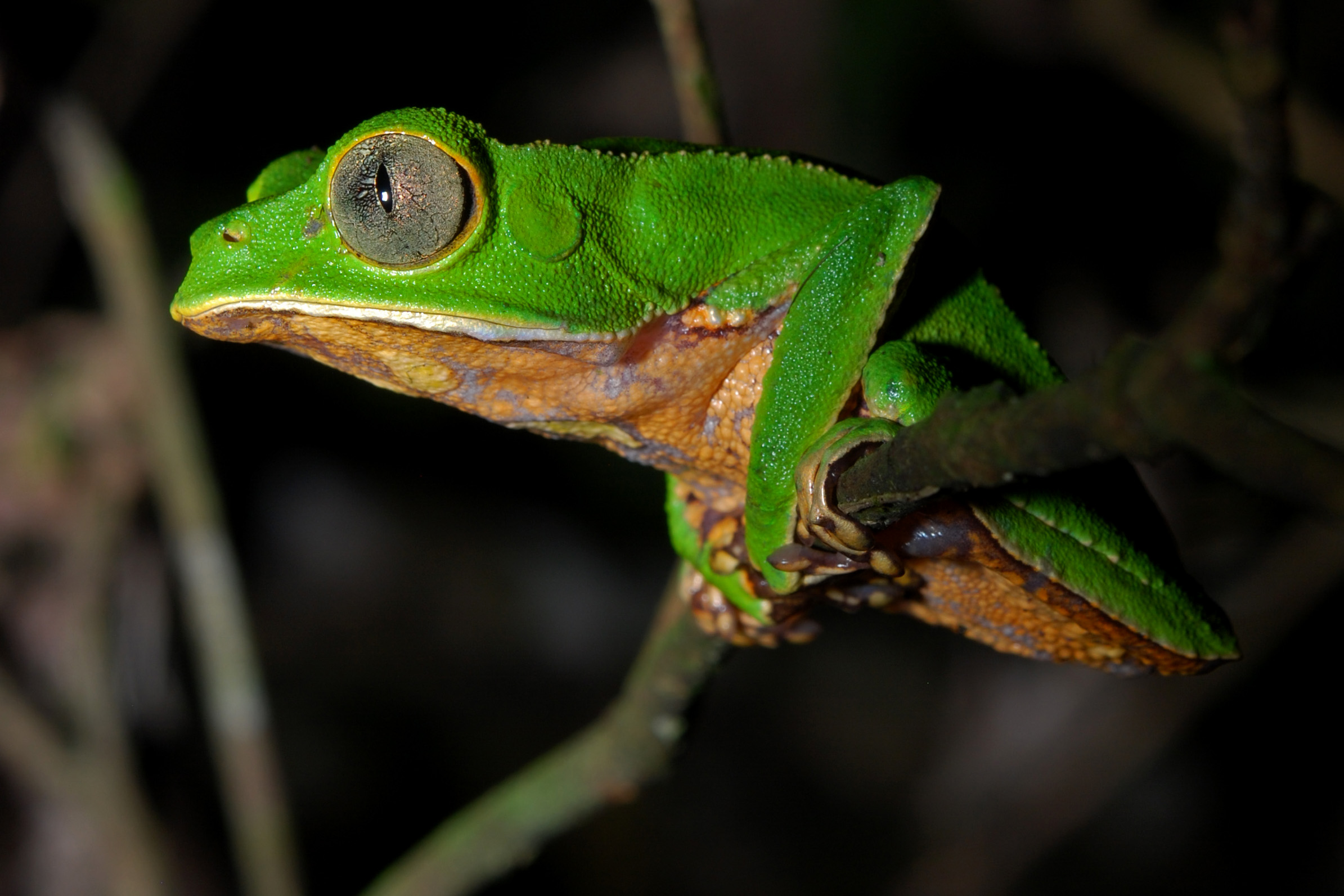